# Phare du cap Ferrat
Le phare du cap Ferrat est situé à l'extrémité sud de la presqu'île de Cap Ferrat, commune de Saint-Jean-Cap-Ferrat (Alpes-Maritimes). Il signale l'entrée de la rade de Villefranche.

## Historique
Sur l'emplacement actuel du phare, se trouvait autrefois une tour à feu du XVIe siècle qui servait à guider les bateaux dans la rade de Villefranche.
Les ingénieurs du royaume de Piémont Sardaigne construisirent le premier phare de Villafranca sur l'emplacement de l'ancienne tour à feu; l’inscription « AN 1732 » pouvait se lire sur l’édifice (date de sa
construction ?). Il fut restauré en 1827-1828.
L'édifice était une tour octogonale en pierre de taille avec attique cylindrique supportant le soubassement de la lanterne de 33,50 m de hauteur, érigée par le service des phares piémontais, lui donnant une élévation de 71 m au-dessus de la mer.
Il fut détruit en 1944 par les troupes allemandes.

## Phare actuel
Le phare actuel est construit en 1949 par les Ponts et Chaussées de l’époque et allumé en 1952. C'est une tour octogonale et pyramidale en maçonnerie de pierres apparentes sur un soubassement pyramidal et pentagonal en pierres apparentes. Le phare est relié au premier étage d'un bâtiment carré abritant des logements de gardiennage. Un local technique, à côté, termine l'ouvrage. Il est automatisé.
Le phare se trouve à une centaine de mètres du Grand Hôtel du Cap Ferrat.
Sophie Duez est la marraine du phare du Cap Ferrat.
Le phare a été classé monument historique par arrêté du 13 septembre 2012,.

Le Cap Ferrat est également doté d'un sémaphore, construit en 1862 sur décision de Napoléon III, qui voulait établir une chaîne de transmission sur le littoral. Il est aujourd'hui sous le contrôle de la Marine nationale pour ses missions  de régulation du trafic maritime, mais également de surveillance des départs d'incendie sur la côte.